# 17927 Ghoshal
17927 Ghoshal è un asteroide della fascia principale. Scoperto nel 1999, presenta un'orbita caratterizzata da un semiasse maggiore pari a 2,2370160 UA e da un'eccentricità di 0,0556317, inclinata di 4,64382° rispetto all'eclittica.